# Netunice
Netunice (deutsch Nettonitz, auch Netonitz, tschechisch früher auch Netonice) ist eine Gemeinde mit 172 Einwohnern in Tschechien. Sie liegt neun Kilometer nordöstlich der Stadt Přeštice und gehört dem Okres Plzeň-jih an. Die Katasterfläche beträgt 504 ha.

## Geographie
Netunice befindet sich in 455 m ü. M. auf der Hochfläche östlich des Úhlavatals an der Quelle des Nebílovský potok. Durch den Ort verläuft die Staatsstraße 183, die von Losiná nach Přeštice führt.
Nachbarorte sind Nebílovy im Norden, Chouzovy und Střížovice im Osten, Háje und Osek im Südwesten, Snopoušovy und Předenice im Westen, sowie Prusíny im Nordwesten.

## Geschichte
Erstmals urkundlich erwähnt wurde Netunice 1192 als Besitz des Jan z Netunic. 1379 erfolgte eine Besitzteilung, bei der eine Teil als töchterlicher Erbteil an die Herrschaft Nebílovy gelangte und Besitz der dadurch entstandenen Linie der Netunický z Nebílov, die auch das Patronat über die Kirche Prusíny innehielt, wurde. Vílem Netunický z Nebílov war ein strenger Katholik und gemeinsam mit dem Abt Arnold des Klosters Pomuk gründete er die klösterlichen Ansiedlungen Střížovice und Blovice. Während der Hussitenkriege kämpfte er auf Seiten der Katholiken und setzte 1425 und 1433 in der Kirche Prusíny wieder katholische Geistliche ein. Dessen gleichnamiger Sohn musste 1454 seine Besitzansprüche an den Pomuker Dörfern an einen Treuhänder abtreten.
Der andere Teil der Grundherrschaft mit der Feste und zugehörigen Dörfern wurde 1548 durch Jan und Hynek Netunický in der Landtafel an Jaroslav z Nebílov verschrieben. Zum Ende des 16. Jahrhunderts ging dieser Besitz an Apollon Úlický z Plešnice, der auch Úlice besaß, über. Weitere Besitzer waren Peter Freiherr von Hertenberg und nach dessen Tod 1634 sein Sohn Johann. 1643 erwarb den Besitz der Pilsener Bürger Nicolaus Mirabello von Treuhof, der es durch den Krieg zu Reichtum gebracht hatte und ihn nach seiner Ernennung zum Rat in Pilsen 1666 auf höchstrichterlichen Spruch verkaufen musste. Johann Heinrich Schelfinger von Röhrsdorf veräußerte Netunice bereits 1672 wieder an Johann Friedrich Winkler von Haimfeldt, der den Besitz drei Jahre später an Arnold Alois Engel Freiherr von Engelfluß weiterverkaufte. 1685 wurde Graf Jan Jindřich Kokořovec von Kokořov Besitzer und vereinigte Netunice mit Šťáhlavy und Nebílovy. 1705 wurde Netunice wieder abgetrennt und an den ehemaligen venezianischen Feldmarschall Adam Heinrich von Steinau verkauft. Dessen Tochter, die Gräfin Maria Theresia von Vrtba verkaufte Netunice 1715 an Antonia Czernin von Chudenitz auf Šťáhlavy und die Grundherrschaft Netunice erlosch damit.
Nach der Ablösung der Patrimonialherrschaften wurde Netunice zur selbstständigen Gemeinde.

## Gemeindegliederung
Für die Gemeinde Netunice sind keine Ortsteile ausgewiesen.

## Sehenswürdigkeiten
- Gutshof, die ehemalige Renaissancefeste wurde 1780 zum Kornspeicher umgebaut. Erhalten sind noch Sgraffiti und das Sandsteintor, jedoch ist das im Privatbesitz befindliche Gehöft nicht zugänglich.
- Kapelle am Dorfplatz